# Mustang (spårvagn)
För andra betydelser, se Mustang (olika betydelser).
Mustang kallas flera olika typer av spårvagnar, som först levererades under slutet av andra världskriget till Göteborgs Spårvägar. Namnet mustang började användas omkring 1945 i samband med att sådana vagnar beställdes till Stockholms Spårvägar. Vid samma tid köpte flygvapnet in amerikanska jaktplan av typen P-51 Mustang.

## Definition
- Strömlinjeform (enligt 40-talets design)
- Fyraxlig boggievagn
- Enskild förarplats
- Fast konduktörsbås
- En sammanhängande passagerarsalong
- Rattkontrollerad kontroller, med eller utan servo
- Byggda under sent 1940-tal
- I Stockholm är motorvagn A och släpvagn B
- I Göteborg är motorvagn M och släpvagn S

## Spårvägsstäder med olika mustanger
Spårvagnar av mustangtyp har funnits i  Göteborg, Malmö, Oslo och Stockholm. ASEA konstruerade också en särskild så kallad småstadsmustang, som levererades till Helsingborg och Norrköping. Den var tvåaxlig, rattmanövrerad samt enkelbemannad.
Den egentliga mustangen kännetecknas av att konduktören hade ett eget bås längst bak i både motorvagnen och släpvagnen. Vid högertrafikomläggningen 1967 vände man på släpvagnarna, så att de fick ingången och konduktören fram. Motorvagnarna måste däremot byggas om som bussar, genom att man flyttade dörrarna till höger sida och behöll konduktörens plats bak.
Småstadsmustangen hade ett karakteristiskt framtungt utseende då den var konstruerad för enkelbemanning. Helsingborgs vagnar hade endast dörrar fram och man betalade där först vid avstigningen, medan Norrköpings vagnar hade utgångsdörrar på mitten eller längst bak, beroende på modell.
Till mustangerna fanns det också släpvagnar – mustangsläp.

## Historia

### Göteborg

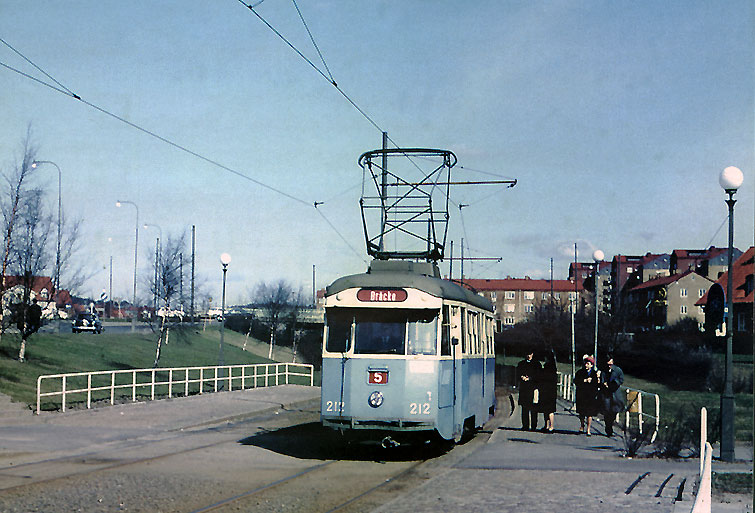
ASEA-motorvagn nr 212 på Bräckelinjen vid Vårvindsgatan på Hisingen 1967.

Göteborg hade mustanger tre år före Stockholm. 1943 tursattes den första av femton ASEA-mustanger, som idag har beteckningen M22. De har ibland även fått smeknamnet "Flygande Fästningen". Ursprungligen hade de bara dörrar fram och längst bak, men utrustades senare med en mittdörr av Eksjöverken. Två vagnar finns idag bevarade: en av Ringlinien (se nedan) och en av spårvägsmuseet i Malmköping.
Efter 1947 inköptes, liksom i Stockholm, endast mustanger från Hägglunds. Även i Göteborg upptäckte man att de lättbyggda vagnarna (nr 1-35) var väl lätta och övergick med åren till något tyngre vagnar (nr 36-60). Det finns idag inga släpvagnar av den lätta typen bevarade i originalskick och inte heller några tyngre motorvagnar ur den ursprungliga leveransserien. De tre Gävlevagnarna (se avsnitt om Gävle under pedalvagnar) är dock av motsvarande utförande. Hägglundsvagnarna hette ursprungligen MB04 (1-58) resp MB05 (59-63), MB05 var dock initialt pedalmanövrerade och multipelkörbara och byggdes 1958 om till MB04. men beteckningen ändrades senare till M23 (1-63). Aseavagnarna betecknades ursprungligen MB03, senare M22 och bland släpvagnarna SB01, senare S27 skiljer man internt på a-, b- och c-serien.
Ett antal Göteborgsvagnar såldes under 1970-talet till Oslo, där släpvagnarna gick i trafik fram till slutet av 1990-talet. Ett av mustangsläpen, S27 448 i den senaste serien, har återvänt till Spårvägssällskapet Ringlinien i Göteborg. Sällskapet har även bevarat två andra mustangsläp, S27 423 som används i den ordinarie museitrafiken och S27 425 som är avställt i väntan på renovering. Mustangsläpen byggdes aldrig om inför högertrafikomläggningen utan man nöjde sig med att vända vagnarna och så att de gick med bakändan först och därmed fick dörrarna på höger sida. Konduktörsplatsen hamnade främst i vagnen. Sofforna vändes, så att passagerarna också i fortsättningen satt rättvända.
Även Djurgårdslinjen i Stockholm har ett antal Göteborgsmustanger, av typ M23, bevarade.
Hos Spårvägssällskapet Ringlinien finns två Göteborgsmustanger bevarade: ASEA-mustangen M22 211, som inte blev ombyggd till högertrafik och Hägglundsmustangen M23 15. ASEA-mustangen är nyrenoverad och körklar, men med begränsat användningsområde, då den är en vänstertrafikvagn. Hägglundsmustangen är också i fullt körbart skick, men tillfälligt avställd under sommaren 2011 för planerad reparation av rostskador. Dessutom finns två av de tre "Gävlevagnarna" kvar. Vagn 61 har under flera år ofta använts i Ringliniens trafik och vagn 63 är också sedan 2011 i trafikdugligt skick.  Den tredje vagnen, 62 (GSS 23, Banteknik 136) skänktes till Svenska spårvägssällskapets gävleavdelning 2007, vagnens framtid är för närvarande osäker. Mustangsläpvagnen S27 423 används också flitigt.

### Malmö

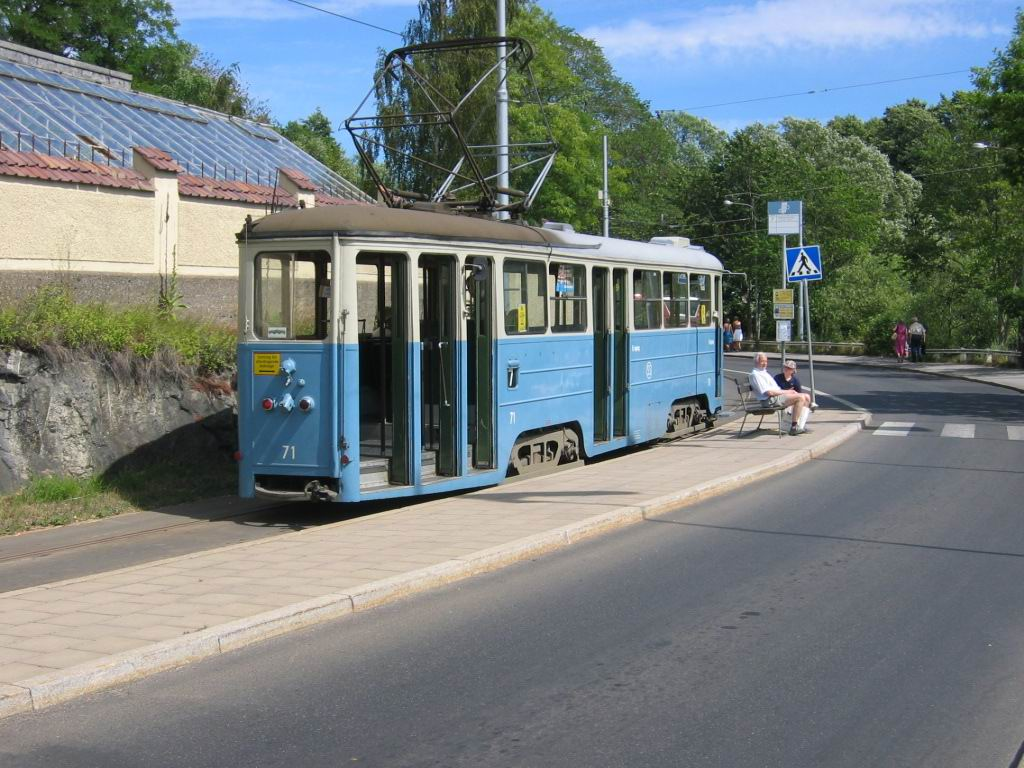
Malmömustangen littera A25G (ursprungligen Malmö Stads Spårvägar littera G) nr. 71 på Djurgårdslinjen i Stockholm i juli 2006.

Malmö Stads Spårvägar (MSS) inköpte GM-vagnar av samma typ som i Stockholm och dessa fick beteckningen littera G. De drog tvåaxliga släpvagnar av äldre typ tills Eksjöverken 1959 levererade nybyggda släpvagnar, littera T-10. Malmö Spårvägar inköpte även två begagnade Stockholmsmustanger, varav endast en sattes i trafik.
Vagn 70, 73, 75-77 och 79-81 skrotades 1977. Vagn 71 övertogs av Tekniska museet i Malmö och senare av Djurgårdslinjen i Stockholm. Vagn 72 övertogs av museispårvägen i Malmköping. Vagn 74 gick till Skjoldenæsholm i Danmark. Vagn 78 gick till Folkets park och senare till Malmköping som reservdelsvagn.

### Norrköping
Norrköpings spårvägar fick sina sju första mustanger 1948 (beteckning M48) och ytterligare 18 vagnar 1951 (beteckning M51). Norrköping hade då inte fått några nya spårvagnar sedan de allra första från 1906.
M48-vagnarna var tvåaxliga enkelriktningsvagnar, 10,5 meter långa och 2,2 meter breda. De hade plats för 65 passagerare, varav 24 sittande och var utrustade med två motorer på vardera 55 kW. Föraren satt längst fram och reglerade pådraget med en ratt. Längst fram fanns också två dörrar - en för påstigande och en för avstigande. Det fanns även en utgångsdörr längst bak, men denna användes inte de första åren.
M51-vagnarna hade samma storlek men tog endast 21 sittande passagerare och hade avstigningsdörr i mitten.
Båda modellerna ändrades med tiden, så att de dubbla strålkastarna ersattes med en enda centralt placerad. Över framrutan monterades ett solskydd, en s.k. gangsterkeps. Vagnarna hade konstruerats för att köras med släpvagn, men sådana kom aldrig till användning. Det gjorde att köregenskaperna försämrades och då vagnarna hade en tendens att slira och kasta i spåret blev slitaget högt på både räls och hjul.
Vagnarna användes fram till högertrafikomläggningen den 3 september 1967. Därefter togs de 23 återstående vagnarna ur trafik. Kvar i Norrköping finns en fungerande M51, som emellertid saknar inredning, och vid museispårvägen i Malmköping finns ytterligare en M51, fast i dåligt skick.

### Oslo
Oslo Sporveier inköpte 1950-1956 ett stort antal vagnar från Hønefoss Karosserifabrikk i Hønefoss, s.k. Hökavagnar (Høkavogner), med elektrisk utrustning från Hägglunds. Även boggier med motorer är identiska med de svenska mustangerna. Vagnarna är därmed tekniskt sett renodlade mustanger, men har en mera kantig kaross än de svenska. På Djurgårdslinjen i Stockholm fanns en sådan vagn, den s.k. partyvagnen A33 700 och även Ringlinien har haft en sådan vagn, men den disponeras nu av GS Banteknik och tjänstgör som mätvagn. Den har nummer 143 och ersätter den f.d. Gävlemustang, som tidigare användes för detta ändamål.

### Stockholm
På 1940-talet var spårvägen i Stockholm kraftigt nedsliten. Man hade ursprungligen tänkt lägga ned den och ersätta med trådbussar, men krigsutbrottet omöjliggjorde detta. Det stod klart att spårvagnar skulle rulla i Stockholm många år till, men det behövdes en ny spårvagnstyp med bättre kapacitet än de gamla vagnarna. 1943 började man att skissa på en ny typ anpassad för Stockholms behov och den var klar 1944. Samma år begärde Stockholms Spårvägar (SS) in anbud på 80 nya motorvagnar. General Motors Nordiska AB (GM) i Stockholm och ASEA i Västerås fick i april 1944 en order på totalt 80 vagnar, 70 till Stockholm och 10 till Malmö. Tjugo motorvagnar av liknande utförande beställdes också samma år hos Hägglund & Söner i Örnsköldsvik. Hägglundsvagnarna utfördes i aluminium för att vara lätta och snabba. Totalt beställdes 31 motorvagnar av Hägglundstyp under åren.
Anledningen till att General Motors byggde spårvagnar, var att dess monteringsfabrik för bilar i Södra Hammarbyhamnen var sysslolös, då den inte fick några bildelsleveranser under andra världskriget. GM hade tidigare byggt om bussar åt SS och ansågs därför lämpade att även bygga de nya spårvagnarna. När kriget upphörde återupptog GM sin ursprungliga verksamhet och det förklarar varför Hägglund & Söner fick tillverka de återstående mustangerna.
GM:s mustanger fick typbeteckningen A25G, och de tjugo första vagnarna från Hägglunds litt A25H. 1949 ändrades detta till A25(1) respektive A26. 1951-52 levererades ytterligare elva motorvagnar från Hägglunds av förbättrad konstruktion och de fick littera A27.
GM-leveransen skulle ha skett 1945 men försenades på grund av materialbrist och den första mustangen kunde provköras och visas upp för pressen först året därpå. Den 2 juli 1946 började man utbilda förare och den 20 juli sattes de första vagnarna i ordinarie trafik.
Mellan september 1947 och början av år 1948 levererades vagnarna från Hägglunds. De godkändes för trafik först i juli 1948. Man upptäckte tidigt att vagnarna var av en väl svag konstruktion och beställningen ändrades så att de elva sista motorvagnarna byggdes med ett ramverk av stål.
Från början var det tänkt att mustangerna skulle gå som enkelvagnar i tät trafik, men man insåg snart att detta blev alltför dyrt, och släpvagnar beställdes från Hägglunds. De första av litt B25, som sattes i trafik i februari 1950, var av den lättbyggda typen med aluminiumramverk, ursprungligen tänkta som motorvagnar litt A25H (se ovan). Motorvagnarna litt A25 utrustades i efterhand med kopplingsdosor för att kunna dra släpvagnarna, men inte A26 eftersom de inte bedömdes klara detta. A27 var redan vid leveransen utrustade för släpvagnsdrift, men användes sällan för detta, då de på grund av sin ringa vikt lätt slirade.
1963 började mustangerna utrangeras för att helt försvinna vid högertrafikomläggningen den 3 september 1967. De blev därmed de sista vagnarna som gick i trafik i Stockholms innerstad. Endast två av Stockholms mustang-motorvagnar klarade sig undan skrotning: vagn 410 (typ A25), som står på Spårvägsmuseet i Stockholm, och vagn 500 (typ A27), som finns på museispårvägen Malmköping. En släpvagn överlevde fram till 1984 i trafiken i Oslo.
På Djurgårdslinjen kan man åka med Malmömustangerna 71 (A25G) lacckerad i Stockholms Spårvägars himmelsblå färg, samt Göteborgsmustangerna 331, 333 (båda A31), 615 (B31) och 618 (B31C). A31 och B31 inköptes 1989 av Storstockholms Lokaltrafik för att användas på Djurgårdslinjen som surrogat för Stockholmsmustanger.
1) A=Motorvagn

2) B=Släpvagn